# Rohini Pande
Rohini Pande est une économiste indienne et américaine, professeure d'économie à l'université Yale (Connecticut) et directrice du Yale Economic Growth Center.
Selon l’American Economic Association, Rohini Pande se classe parmi « les économistes du développement les plus influents de sa génération ». Elle est lauréate en 2022 du prix Infosys.

## Biographie

### Jeunesse et études
Pande nait d'un père administrateur public et d'une mère journaliste et sa sœur est médecin.
Elle obtient une bourse Rhodes et un doctorat en économie de la London School of Economics. Sa thèse de doctorat, datée de 2000, est intitulée L'économie des politiques publiques : interventions dans la représentation électorale, la transmission de l'information et les choix d'investissement.
Elle possède également un Master of Arts en philosophie, politique et économie de l'université d'Oxford et un Bachelor of Arts en économie du Collège Saint-Étienne de l'université de Delhi.

### Carrière
Pande est professeure d'économie à l'université Yale depuis 2019. Auparavant, elle était professeure d'économie politique internationale et de politique publique à la Harvard Kennedy School. Elle a codirigé et cofondé l’initiative Evidence for Policy Design (EPoD), qui travaille avec les gouvernements des pays en développement pour remédier aux problèmes de politiques publiques. Avant de rejoindre la Harvard Kennedy School, elle était professeure agrégée d'économie à l'université Yale et a également enseigné au MIT où elle était membre du conseil d'administration de l'Abdul Latif Jameel Poverty Action Lab. Elle a également enseigné à l'université Columbia.
Elle siège au conseil d'administration du Bureau de recherche et d'analyse économique du développement (BREAD), du Comité sur la condition de la femme dans la profession économique (CSWEP) et en tant que co-rédactrice en chef de l'American Economic Association (AEA). Elle est chercheuse associée au NBER, au CEPR et à l'IFPRI.
Elle est également consultante principale au sein de l’unité Santé, nutrition et population du Groupe de la Banque mondiale pour l’Afrique de l’Ouest et du Centre, où elle est la principale démographe du projet Autonomisation des femmes et dividende démographique au Sahel (SWEDD).

### Recherches
Les travaux de recherche de Pande portent sur l'analyse économique des politiques et des conséquences de différentes formes de redistribution, principalement dans les pays en développement. Elle étudie quelles sont les améliorations à apporter aux institutions pour favoriser l’équité. Son travail se concentre en Inde, où elle examine comment les institutions peuvent être conçues pour autonomiser les groupes historiquement défavorisés ; comment des améliorations à faible coût dans la collecte et la diffusion de l'information peuvent permettre une réglementation flexible et des résultats plus efficaces dans des domaines aussi divers que la protection de l'environnement et les élections ; et comment des normes sociales biaisées, à moins qu’elles ne soient remises en question par des politiques publiques, peuvent aggraver le bien-être individuel et réduire l’efficacité économique.
Son article de 2005 avec Robin Burgess (en) sur les banques rurales remet en question l’idée selon laquelle les banques rurales financées par des fonds publics ne sont pas une bonne solution d’appui au développement parce que non rentables. Les auteurs montrent que les banques rurales ne doivent pas être rentables mais sont conçues pour atteindre les ménages pauvres et réduire la pauvreté. Elles atteignent, en particulier en Inde, leurs objectifs. Pour Petia Topalova (en), « La contribution de cet article à l’économie du développement a été exceptionnelle, car il a établi l’existence d’une relation de causalité entre le crédit et la diminution de la pauvreté ».
Rohini Pande travaille beaucoup avec Esther Duflo, notamment sur le rôle négatif des barrages dans le développement local. Elle travaille également avec Esther Duflo et Petia Topalova (en) sur la question du genre, et l'influence des modèles féminins en politique, ainsi que sur les normes sociales qui dissuadent les femmes de travailler.
Selon l’American Economic Association, Rohini Pande se classe parmi « les économistes du développement les plus influents de sa génération » , et elle a apporté des contributions pionnières à l’économie politique, au développement international, à l’économie du genre, à la lutte contre la corruption et à la lutte contre les changements climatiques.
Ses découvertes exceptionnelles et empiriques dans les domaines de la gouvernance et de la responsabilité, de l'autonomisation des femmes, du rôle du crédit dans la pauvreté, des aspects économiques de l'environnement et du potentiel de conception politique dans ces domaines lui ont valu le prix Infosys 2022 en sciences sociales.

## Publications principales
- Burgess, Robin et Rohini Pande. « Do rural banks matter? Evidence from the Indian social banking experiment. » American Economic Review 95.3 (2005): 780–795.
- Beaman, Lori, Raghabendra Chattopadhyay, Esther Duflo, Rohini Pande et Petia Topalova. "Powerful women: does exposure reduce bias?." The Quarterly Journal of Economics 124, no. 4 (2009): 1497–1540.
- Pande, Rohini. "Can mandated political representation increase policy influence for disadvantaged minorities? Theory and evidence from India." American Economic Review 93.4 (2003): 1132–1151.
- Beaman, Lori, Esther Duflo, Rohini Pande et Petia Topalova. "Female leadership raises aspirations and educational attainment for girls: A policy experiment in India." Science (2012): 1212382.
- Olken, Benjamin A. et Rohini Pande. "Corruption in developing countries." Annu. Rev. Econ. 4.1 (2012): 479–509.
- Duflo, Esther et Rohini Pande. "Dams." The Quarterly Journal of Economics 122.2 (2007): 601–646.

## Récompenses et distinctions
- 1992 : Bourse Rhodes
- 1996 : prix des étudiants en recherche à l'étranger, gouvernement britannique
- 1997 : Bourse de recherche junior de la Royal Economic Society
- 1998 : bourse Wingate, nouveau chercheur, programme de politiques publiques CEPR
- 2012 : prix Raymond Vernon pour le mentorat de jeunes professeurs, Prix d'enseignement de la Harvard Kennedy School
- 2018 : CSWEP - Prix Carolyn Shaw Bell pour « avoir fait progresser le statut des femmes en économie »[4]
- 2021 : Fellow, The Econometric Society[7]
- 2022 : prix Infosys en sciences sociales